# チームしが
チームしがは、滋賀県を活動地域とする日本の地域政党・政治団体、および滋賀県議会の会派。

## 沿革
2014年5月に、当時の滋賀県知事であった嘉田由紀子と同年7月の滋賀県知事選挙立候補者となった三日月大造を共同代表として発足した。知事選挙では三日月の選挙運動母体として当選に導き、同年10月からは嘉田が代表、三日月が特別顧問を務めた。
結成当初は嘉田による政策研究集団だったが、10月の体制変更時に滋賀県議会内の民主党会派および地域政党「対話でつなごう滋賀の会」が合流する形で「チームしが県議団」が結成された。2018年の滋賀県知事選挙でも三日月への支援を表明した。
2016年の第24回参議院議員通常選挙滋賀県選挙区では民進党の林久美子を推薦したが、落選。
2019年滋賀県議会議員選挙では公認候補者9人全員が当選。
2019年の第25回参議院議員通常選挙では代表の嘉田が野党統一候補として無所属で立候補し、当選。一方、これを機に知事の三日月が「あらゆる政党、会派と中立、公平な立場で対話していきたい」として特別顧問辞任を表明。時期については「規約にない役職なので、自身が意思を伝えた７月末で辞したことになると思う」と述べた。その後、チームしがのサイト上から三日月の役職等に関する記載は消えたが、トップページには嘉田と三日月が握手する写真が引き続き掲載されており、知事与党の立場を強調している。
2021年11月時点ではチームしがの公認・推薦候補12名及び無所属で会派に加わる県議2名により会派構成人数は14人だった。
2022年7月10日の第26回参議院議員通常選挙では田島一成を推薦。同日開催の滋賀県議会議員補欠選挙（大津市選挙区）では野田武宏を公認したが、いずれも落選した。
2023年滋賀県議会議員選挙では、公認・推薦など系列候補17人を擁立し、現有14議席からの上澄みを図ったものの、チームしが幹事長の塚本茂樹（湖南市、立憲民主党公認）が苦杯をなめるなど、2議席減となる12議席となった。党派別内訳は、立憲2人、国民民主党1人、「チームしが」公認6人、無所属3人。
6月6日、新代表に中沢啓子県議が就任。嘉田は顧問となった。

## 政策理念
「いのち」を守り、「人の力」を活かす、『草の根自治の滋賀』を発展させ、琵琶湖をはじめ自然と共に生き、全ての人に居場所と出番がある『共生社会・滋賀』をつくり、「しがの力」を伸ばし、活かし、力強く持続的な『経済と雇用の滋賀』をつくるという３つの理念のもと、「政治は未来をつくる」「政治と生活を近くする」ために、力をあわせて共に 行動を起こすことを目的とする。

## 役員
（2025年1月22日時点）
| 党職名     | 氏名       | 職業                                             | 党籍               |
| 執行役員   | 執行役員   | 執行役員                                         | 執行役員           |
| ---------- | ---------- | ------------------------------------------------ | ------------------ |
| 顧問       | 嘉田由紀子 | 参議院議員                                       | 日本維新の会       |
| 代表       | 中沢啓子   | 滋賀県議会議員                                   | 無所属             |
| 副代表     | 今江政彦   | 滋賀県議会議員                                   | 立憲民主党         |
| 幹事長     | 田中松太郎 | 滋賀県議会議員                                   |                    |
| 事務局長   | 塚本茂樹   | 前滋賀県議会議員                                 | 立憲民主党         |
| 事務局次長 | 野田武宏   | 滋賀県議会議員                                   | 立憲民主党         |
| 会計       | 川添隆     | 非議員                                           |                    |
| 一般役員   |            |                                                  |                    |
| 幹事       | 藤井絢子   | NPO法人菜の花プロジェクトネットワーク代表        |                    |
| 幹事       | 竹尾耕児   | 近江八幡市議会議員                               | 立憲民主党         |
| 幹事       | 山田実     | 元滋賀県議会議員                                 |                    |
| 幹事       | 佐口佳恵   | 滋賀県議会議員                                   | 立憲民主党         |
| 幹事       | 冨波義明   | 滋賀県議会議員                                   |                    |
| 幹事       | 成田政隆   | 前滋賀県議会議員                                 | 立憲民主党         |
| 幹事       | 河井昭成   | 滋賀県議会議員                                   | 国民民主党         |
| 幹事       | 木戸進次   | 市民団体「戦争をさせない１０００人委員会・しが」 | かつて社民党に所属 |
| 幹事       | 八木良人   | 草津市議会議員                                   |                    |
| 幹事       | 嘉田修平   | 大津市議会議員                                   | 立憲民主党         |
| 幹事       | 森重重則   | 守山市議会議員                                   |                    |
| 幹事       | 関あずさ   |                                                  |                    |

| 特別顧問 | 武村正義                       |
| 特別顧問 | 細谷卓爾（社会運動家・著述家） |

### 所属国会議員
2021年11月15日現在、所属国会議員数1名（参議院議員1名）
| 参議院議員 | 参議院議員           |
| ---------- | -------------------- |
| 2025年改選 | 嘉田由紀子 滋賀、参1 |